# Círculo de Austria
El Círculo de Austria (en alemán: Österreichischer Reichskreis) era una de las diez circunscripciones del círculo imperial en las que Maximiliano I de Habsburgo dividió el Sacro Imperio Romano Germánico en 1512.

## Composición
El círculo estaba formado por los siguientes estados:
| Nombre           | Tipo de entidad          | Comentarios |
| ---------------- | ------------------------ | --- |
| An der Etsch     | Orden Teutónica Bailiaje | Establecido desde 1260. Se trataba de una serie de territorios de la Orden Teutónica en el Tirol.                                                                           |
| Austria          | Archiducado              | Marca establecida en 976. Ducado desde 1156. Archiducado desde 1358. |
| Austria          | Orden Teutónica Bailiaje | Se trataba de una serie de territorios de la Orden Teutónica en Austria. |
| Brixen           | Obispado                 | Establecido en el siglo X. Principado-Obispado desde 1179. |
| Carinitia        | Ducado                   | Establecido en 976. Vinculado al Archiducado de Austria desde 1457. |
| Carniola         | Ducado                   | Margraviato establecido en 1040. Ducado desde 1364. Vinculado al Archiducado de Austria desde 1457.                                                                         |
| Chur             | Obispado                 | Establecido en el siglo IV. Principado-Obispado desde 1170. |
| Gorizia          | Condado                  | Separado del Patriarcado de Aquilea en 1127. Vinculado al Archiducado de Austria desde 1500.                                                                                |
| Istria           | Marca                    | Establecido en 1040. Vinculado al Archiducado de Austria desde 1374. |
| Estiria          | Ducado                   | Marca establecida en 970. Ducado desde 1180. Vinculado al Archiducado de Austria desde 1278.                                                                                |
| Austria Anterior | Landgraviato             | Se trataba de una serie de territorios de la Casa de Habsburgo en Suabia desde 1386: Breisgau, Burgau, Sundgau y partes de Vorarlberg. Vinculado al Archiducado de Austria. |
| Tarasp           | Señorío                  | Vinculado al Archiducado de Austria desde 1464. |
| Trento           | Obispado                 | Establecido en 1027. |
| Trieste          | Ciudad                   | Vinculado al Archiducado de Austria desde 1382. |
| Tirol            | Condado                  | Establecido en 1140. Vinculado al Archiducado de Austria desde 1363. |

- Datos: Q306390
- Multimedia: Austrian Circle / Q306390